# Copa Libertadores féminine 2019
Navigation
Édition précédente Édition suivante
La Copa Libertadores féminine 2019 est la 11e édition de la Copa Libertadores féminine, une compétition inter-clubs sud-américaine de football féminin organisée par la Confédération sud-américaine de football (CONMEBOL). Elle se déroule du 11 au 28 octobre 2019 à Quito en Équateur, et oppose seize clubs des différents championnats sud-américains de la saison précédente.

## Les équipes
Le nombre d'équipes est accru cette année de douze à seize. Elles sont déterminées comme suit :
- Les dix clubs champions nationaux
- Le champion de la saison précédente
- Un club additionnel attribué à la fédération organisatrice, ici l'Équateur
- Un club additionnel attribué aux fédérations ayant eu les meilleurs résultats lors des saisons précédentes : Brésil, Chili, Colombie et Paraguay.

| Pays                 | Équipe                                    | Qualification                                                                         | Participation | Meilleur résultats |
| -------------------- | ----------------------------------------- | ------------------------------------------------------------------------------------- | ------------- | ------------------ |
| Argentine            | UAI Urquiza                               | Championnes d'Argentine 2018-2019                                                     | 4e            | 3e place (2015)    |
| Bolivie              | Mundo Futuro Fútbol Club                  | Championnes de Bolivie 2019                                                           |               |                    |
| Brésil               | Sport Club Corinthians Paulista           | Championnes du Brésil 2018,                                                           |               |                    |
| Brésil               | Associação Ferroviária de Esportes        | 4e Championnat du Brésil 2018                                                         |               |                    |
| Chili                | Santiago Morning                          | Championnes du Chili 2018                                                             | 1re           |                    |
| Chili                | Club Social y Deportivo Colo-Colo         | Vainqueur d'un play-off qualificatif                                                  |               |                    |
| Colombie             | Atlético Huila                            | Vainqueur de la Copa Libertadores féminine 2018                                       | 2e            | Championnes (2018) |
| Colombie             | América de Cali Femenino                  | Vainqueur du Championnat de Colombie féminin de football 2019                         |               |                    |
| Colombie             | Deportivo Independiente Medellín Femenino | Deuxième du Championnat de Colombie féminin de football 2019                          |               |                    |
| Équateur (pays hôte) | Deportivo Cuenca                          | Vainqueur du Championnat d'Équateur féminin de football 2019                          |               |                    |
| Équateur (pays hôte) | Club Ñañas                                |                                                                                       |               |                    |
| Paraguay             | Cerro Porteño                             | Vainqueur du Championnat du Paraguay féminin de football 2018                         | 6e            | 3e place (2014)    |
| Paraguay             | Libertad/Limpeño                          | Vainqueur du tournoi d'ouverture du championnat du Paraguay féminin de football 2019, | 3e            | Championnes 2016   |
| Pérou                | CD Municipalidad de Majes                 | Vainqueur du Championnat du Pérou féminin de football 2018                            | 1re           | —                  |
| Uruguay              | Peñarol                                   | Vainqueur du Championnat d'Uruguay féminin de football 2018                           | 2e            | Phase de groupe    |
| Venezuela            | Estudiantes de Caracas Sport Club         | Vainqueur du Championnat du Venezuela féminin de football 2019                        |               |                    |

## Compétition

### Phase de groupes
La phase de groupes sous forme de quatre groupes de quatre équipes. Les deux premiers de chaque groupe se qualifient pour les quarts de finale.

#### Groupe A
| Rang | Équipe         | Pts | J | G | N | P | Bp | Bc | Diff |  | Résultats      | HUI | CER | PEN | COL |
| ---- | -------------- | --- | - | - | - | - | -- | -- | ---- |  | -------------- | --- | --- | --- | --- |
| 1    | Atlético Huila | 9   | 3 | 3 | 0 | 0 | 8  | 2  | +6   |  | Atlético Huila |     | 3-0 | 2-1 | 3-1 |
| 2    | Cerro Porteño  | 6   | 3 | 2 | 0 | 1 | 4  | 5  | -1   |  | Cerro Porteño  |     |     | 1-0 | 3-2 |
| 3    | Peñarol        | 1   | 3 | 0 | 1 | 2 | 3  | 5  | -2   |  | Peñarol        |     |     |     | 2-2 |
| 4    | Colo-Colo      | 1   | 3 | 0 | 1 | 2 | 5  | 8  | -3   |  | Colo-Colo      |     |     |     |     |

#### Groupe B
| Rang | Équipe                 | Pts | J | G | N | P | Bp | Bc | Diff |  | Résultats              | CUE | FER | EST | MUN  |
| ---- | ---------------------- | --- | - | - | - | - | -- | -- | ---- |  | ---------------------- | --- | --- | --- | ---- |
| 1    | Deportivo Cuenca       | 9   | 3 | 3 | 0 | 0 | 10 | 3  | +7   |  | Deportivo Cuenca       |     | 2-1 | 3-1 | 5-1  |
| 2    | Ferroviária            | 6   | 3 | 2 | 0 | 1 | 15 | 4  | +11  |  | Ferroviária            |     |     | 4-1 | 10-1 |
| 3    | Estudiantes de Caracas | 3   | 3 | 1 | 0 | 2 | 4  | 7  | -3   |  | Estudiantes de Caracas |     |     |     | 2-0  |
| 4    | Mundo Futuro           | 0   | 3 | 0 | 0 | 3 | 2  | 17 | -15  |  | Mundo Futuro           |     |     |     |      |

#### Groupe C
| Rang | Équipe           | Pts | J | G | N | P | Bp | Bc | Diff |  | Résultats        | COR | AME | LIL | NAN |
| ---- | ---------------- | --- | - | - | - | - | -- | -- | ---- |  | ---------------- | --- | --- | --- | --- |
| 1    | Corinthians      | 7   | 3 | 2 | 1 | 0 | 8  | 4  | +4   |  | Corinthians      |     | 3-1 | 2-2 | 3-1 |
| 2    | América de Cali  | 6   | 3 | 2 | 0 | 1 | 8  | 4  | +4   |  | América de Cali  |     |     | 1-0 | 6-1 |
| 3    | Libertad/Limpeño | 4   | 3 | 1 | 1 | 1 | 5  | 3  | +2   |  | Libertad/Limpeño |     |     |     | 3-0 |
| 4    | Ñañas            | 0   | 3 | 0 | 0 | 3 | 2  | 12 | -10  |  | Ñañas            |     |     |     |     |

#### Groupe D
| Rang | Équipe                    | Pts | J | G | N | P | Bp | Bc | Diff |  | Résultats                 | URQ | SAN | MED | MAJ |
| ---- | ------------------------- | --- | - | - | - | - | -- | -- | ---- |  | ------------------------- | --- | --- | --- | --- |
| 1    | UAI Urquiza               | 7   | 3 | 2 | 1 | 0 | 10 | 3  | +7   |  | UAI Urquiza               |     | 2-2 | 2-1 | 6-0 |
| 2    | Santiago Morning          | 5   | 3 | 1 | 2 | 0 | 8  | 3  | +5   |  | Santiago Morning          |     |     | 1-1 | 5-0 |
| 3    | Independiente Medellín    | 4   | 3 | 1 | 1 | 1 | 8  | 3  | +5   |  | Independiente Medellín    |     |     |     | 6-0 |
| 4    | CD Municipalidad de Majes | 0   | 3 | 0 | 0 | 3 | 0  | 17 | -17  |  | CD Municipalidad de Majes |     |     |     |     |

### Élimination directe
|  | Quarts de finale | Quarts de finale | Quarts de finale | Quarts de finale |                 |                 | Demi-finales | Demi-finales | Demi-finales                  | Demi-finales                  |                               |                               | Finale     | Finale     | Finale     | Finale     |
|  |                  |                  |                  |                  |                 |                 |              |              |                               |                               |                               |                               |            |            |            |            |
|  | 21 octobre       | 21 octobre       | 21 octobre       | 21 octobre       |                 |                 | 24 octobre   | 24 octobre   | 24 octobre                    | 24 octobre                    |                               |                               | 28 octobre | 28 octobre | 28 octobre | 28 octobre |
|  | 21 octobre       | 21 octobre       | 21 octobre       | 21 octobre       |                 |                 | 24 octobre   | 24 octobre   | 24 octobre                    | 24 octobre                    |                               |                               | 28 octobre | 28 octobre | 28 octobre | 28 octobre |
|  | 1A               | Atlético Huila   | 2                | 2                |                 |                 | 24 octobre   | 24 octobre   | 24 octobre                    | 24 octobre                    |                               |                               | 28 octobre | 28 octobre | 28 octobre | 28 octobre |
|  | 1A               | Atlético Huila   | 2                | 2                |                 |                 | 24 octobre   | 24 octobre   | 24 octobre                    | 24 octobre                    |                               |                               | 28 octobre | 28 octobre | 28 octobre | 28 octobre |
|  | 2B               | Ferroviária      | 3                | 3                |                 |                 | 24 octobre   | 24 octobre   | 24 octobre                    | 24 octobre                    |                               |                               | 28 octobre | 28 octobre | 28 octobre | 28 octobre |
|  | 2B               | Ferroviária      | 3                | 3                | Ferroviária     | Ferroviária     | 2            | 2            |                               |                               |                               |                               | 28 octobre | 28 octobre | 28 octobre | 28 octobre |
|  | 21 octobre       |                  |                  |                  | Ferroviária     | Ferroviária     | 2            | 2            |                               |                               |                               |                               | 28 octobre | 28 octobre | 28 octobre | 28 octobre |
|  |                  |                  | Cerro Porteño    | Cerro Porteño    | 1               | 1               |              |              |                               |                               |                               |                               | 28 octobre | 28 octobre | 28 octobre | 28 octobre |
|  | 1B               | Deportivo Cuenca | Cerro Porteño    | Cerro Porteño    | 1               | 1               | 3 (3)        | 3 (3)        |                               |                               |                               |                               | 28 octobre | 28 octobre | 28 octobre | 28 octobre |
|  | 1B               | Deportivo Cuenca | 25 octobre       |                  |                 |                 | 3 (3)        | 3 (3)        |                               |                               |                               |                               | 28 octobre | 28 octobre | 28 octobre | 28 octobre |
|  | 2A               | Cerro Porteño    | 3 (4)            | 3 (4)            |                 |                 |              |              |                               |                               |                               |                               | 28 octobre | 28 octobre | 28 octobre | 28 octobre |
|  | 2A               | Cerro Porteño    | 3 (4)            | 3 (4)            | Ferroviária     | Ferroviária     | 0            | 0            |                               |                               |                               |                               |            |            |            |            |
|  | 22 octobre       |                  |                  |                  | Ferroviária     | Ferroviária     | 0            | 0            |                               |                               |                               |                               |            |            |            |            |
|  |                  |                  | Corinthians      | Corinthians      | 2               | 2               |              |              |                               |                               |                               |                               |            |            |            |            |
|  | 1C               | Corinthians      | Corinthians      | Corinthians      | 2               | 2               | 2            | 2            |                               |                               |                               |                               |            |            |            |            |
|  | 1C               | Corinthians      |                  |                  |                 |                 |              |              |                               |                               |                               |                               |            |            |            |            |
|  | 2D               | Santiago Morning | 0                | 0                |                 |                 |              |              |                               |                               |                               |                               |            |            |            |            |
|  | 2D               | Santiago Morning | 0                | 0                | Corinthians     | Corinthians     | 4            | 4            | Match pour la troisième place | Match pour la troisième place | Match pour la troisième place | Match pour la troisième place |            |            |            |            |
|  | 22 octobre       |                  |                  |                  | Corinthians     | Corinthians     | 4            | 4            | Match pour la troisième place | Match pour la troisième place | Match pour la troisième place | Match pour la troisième place |            |            |            |            |
|  |                  |                  | América de Cali  | América de Cali  | 0               | 0               |              |              | 27 octobre                    | 27 octobre                    | 27 octobre                    | 27 octobre                    |            |            |            |            |
|  | 1D               | UAI Urquiza      | América de Cali  | América de Cali  | 0               | 0               | 2            | 2            | 27 octobre                    | 27 octobre                    | 27 octobre                    | 27 octobre                    |            |            |            |            |
|  | 1D               | UAI Urquiza      |                  |                  |                 |                 |              | 2            |                               |                               | Cerro Porteño                 | Cerro Porteño                 | 1          | 1          |            |            |
|  | 2C               | América de Cali  | 3                | 3                |                 |                 |              |              |                               |                               | Cerro Porteño                 | Cerro Porteño                 | 1          | 1          |            |            |
|  | 2C               | América de Cali  | 3                | 3                | América de Cali | América de Cali | 3            | 3            |                               |                               |                               |                               |            |            |            |            |
|  |                  |                  |                  |                  |                 |                 |              |              |                               |                               |                               |                               |            |            |            |            |

( ) = Tirs au but; ap = Après prolongation; e = Victoire aux buts marqués à l'extérieur; f = Victoire par forfait